# Национальный герой Армении
Национальный герой Армении  — высшее почётное звание Республики Армения.
Закон «О высшем звании „Национальный герой Армении“» действует с 1994 года.
Звание «Национальный герой Армении» присуждается в области защиты страны и укрепления правопорядка за имеющие общенациональное значение исключительные заслуги перед Республикой Армения в деле создания значимых национальных ценностей.
Лицам, удостоенным звания «Национальный герой Армении», вручается орден Отечества, который носится на левой стороне груди.

## Положение о награде
С 6 ноября 2003 года действует следующая редакция закона:

1. Высшее звание «Национальный герой Армении» присваивается за имеющие общенациональное значение заслуги перед Республикой Армения в деле защиты страны и укрепления правопорядка и создания значительных национальных ценностей.
2. Высшее звание «Национальный герой Армении» присваивается гражданам Республики Армения, иностранным гражданам и лицам без гражданства
3. Утратила силу.
4. Удостоенным высшего звания «Национальный герой Армении» лицам вручается Орден Отечества, который носится на левой стороне груди.

С 1 апреля 1994 года по 6 ноября 2003 года звание «Национальный герой Армении» присваивалось только гражданам Республики Армения.

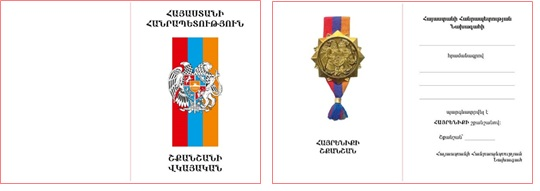
Свидетельство о награждении